# Shawn Smith (Schiedsrichter)

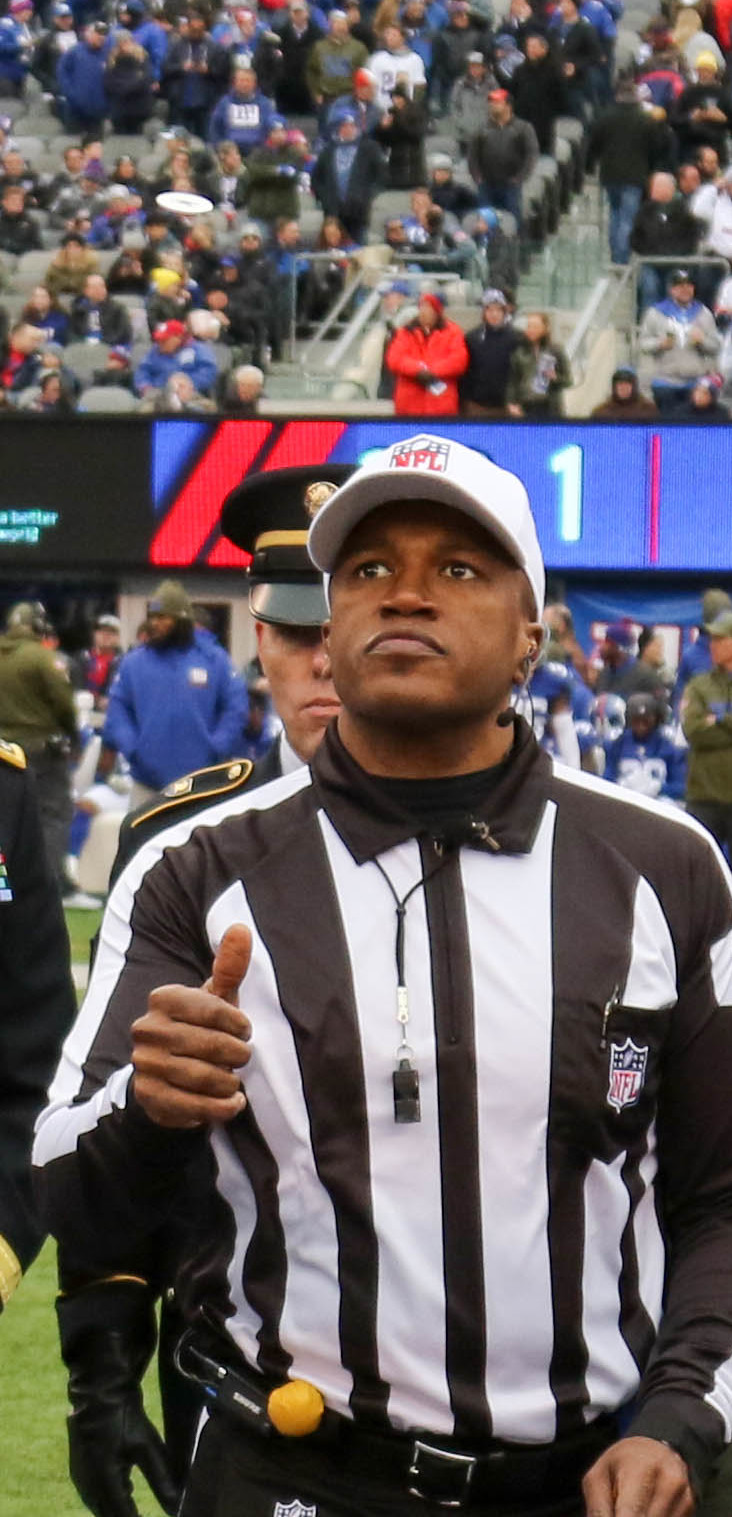
Shawn Smith (2018)

Shawn Smith (* im 20. Jahrhundert) ist ein US-amerikanischer Schiedsrichter im American Football, der seit dem Jahr 2015 in der NFL tätig ist. Er trägt die Uniform mit der Nummer 14.

## Karriere

### College Football
Vor dem Einstieg in die NFL arbeitete er als Schiedsrichter im College Football in der Big 12 Conference und Pacific-12 Conference.

### National Football League
Smith begann im Jahr 2015 seine NFL-Laufbahn als Umpire beim Spiel der St. Louis Rams gegen die Seattle Seahawks. Nachdem Schiedsrichter Terry McAulay seinen Rücktritt bekannt gegeben hatte, wurde er zur NFL-Saison 2018 zum Hauptschiedsrichter ernannt. Sein erstes Spiel – die Cleveland Browns gegen die Pittsburgh Steelers – leitete er am 9. September 2018.
Beim Super Bowl LV war er Ersatzschiedsrichter.

## Privates
Neben seiner Tätigkeit als Schiedsrichter ist Smith als interner Prüfer in Southfield, Michigan tätig.

## Trivia
Smith ist der sechste afroamerikanische Hauptschiedsrichter in der Geschichte der NFL. Vor ihm waren es Johnny Grier (1988), Mike Carey (1995), Jerome Boger (2006), Don Carey (2009) und Ronald Torbert (2014).